# حجاب (بصريات)

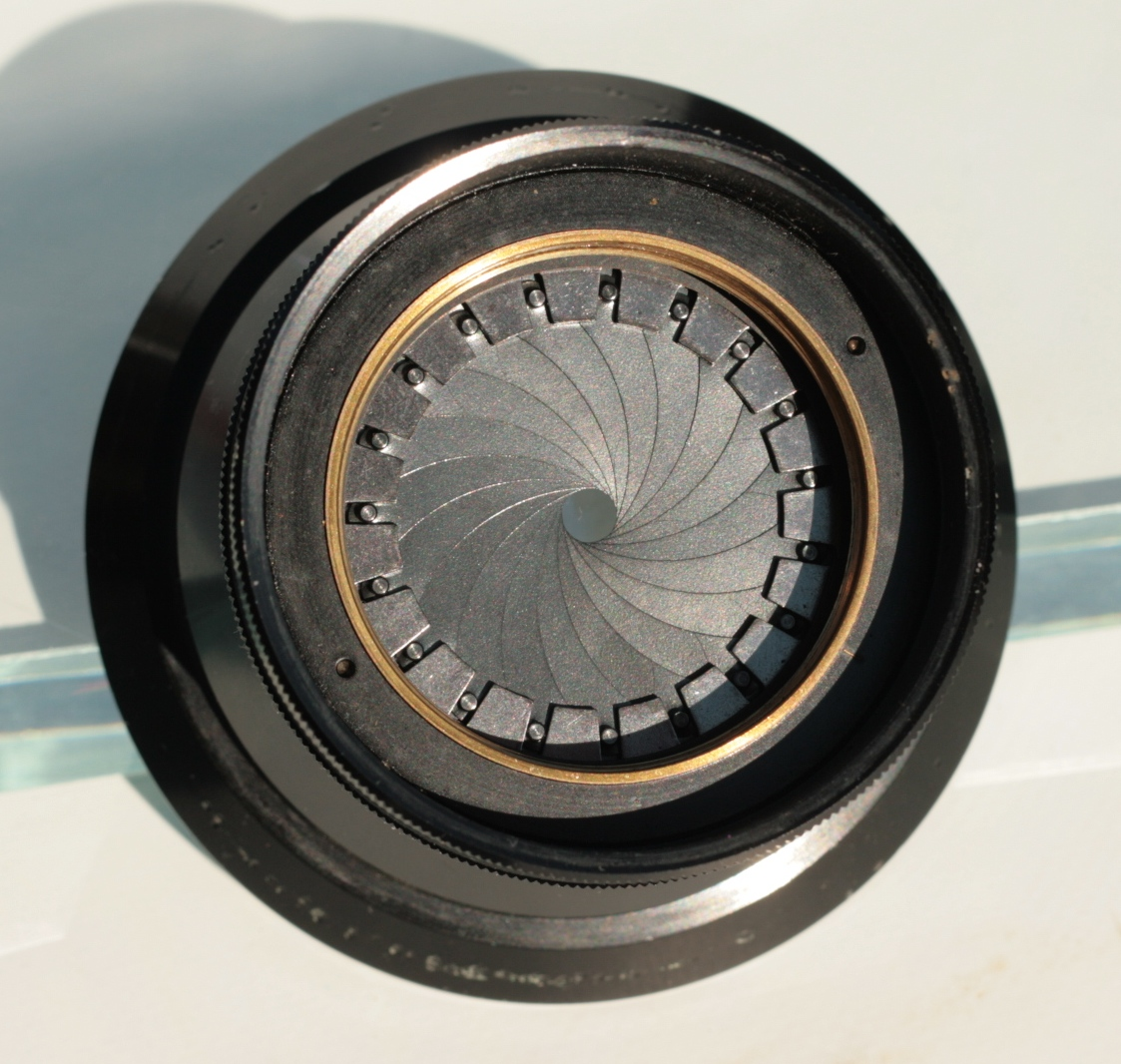
مثال لحِجاب مستعمل في مصوّب جهاز فوتوغرافي

الحِجَاب أو الغشاء أو الرِّقّ أو الحاجز أو الحِظار أو السِّجَاف (بالإنكليزية: Diaphragm) هو عنصر ميكانيكي متواضع على المسار الضوئي لأداة بصرية، وهو يكيّف كميّة الضوء المرسلة وكذلك فتحة النظام. 

نميّز حِجابات الميدان التي تحدّد جزء من الغرض الذي سيُصوّر من النظام البصري لحِجابات الفتحة التي تحدّد زاوية الاشعاعات التي تعبر النظام. ويمكنها أن تأخذ أشكال عدّة حسب التتطبيقات الموجهة لها، ومنها شكل الحِجاب بحدقة؛ كل عنصر من النظام يمكن ان يكوّن حِجاب في حد ذاته: حافة عدسة، تركيبة، قطعة مخصصة، لاقط، رقاقات...الخ

## تاريخ

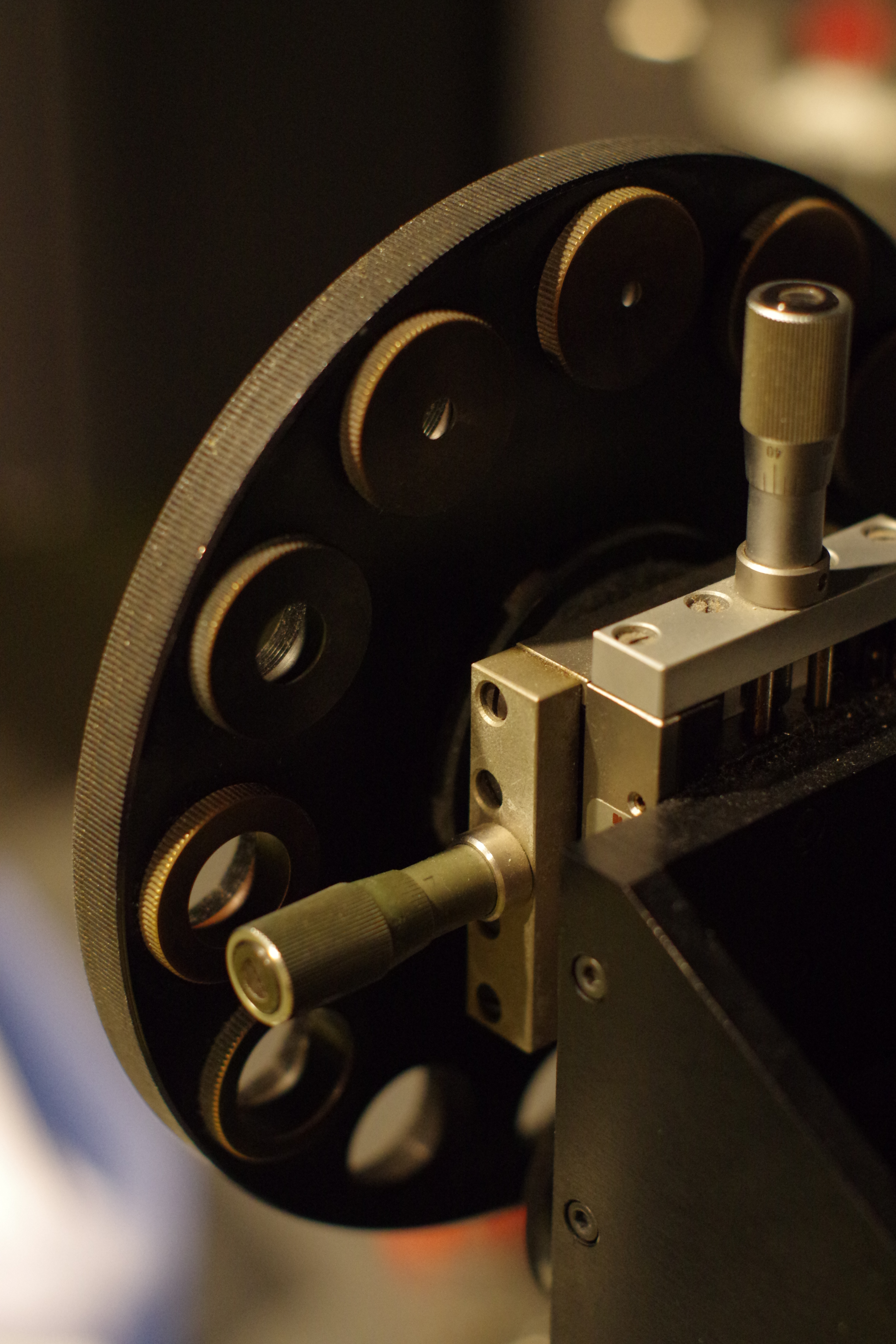
حِجاب التداخل الضوئي لميشالسون

### الحِجاب البسيط
في الاجهزة البسيطة جدا أو القديمة، الحِجاب هو ثقب متواضع على المسار الضوئي. وهو كذلك موجود في القمرة المظلمة(camera obscura). في التجارب البصرية، من النادر الحاجة للتغيير باستمرار في فتحة الحِجاب، هذا يعني ان عدد قليل من الحِجابات البسيطة (ثقب محفور في صفائح معدنية) يكفي. 

ويكون بصيغة جد معقدة، الكثير من الثقوب المتواضعة على عنصر متحرك تسمح بتعديل وجيز في في عدة تعديلات مسبقة منجزة عشوائيا. هذا الاجراء جد مستعملة في العمليات التداخل الضوئي (ميشالسون) أو لدراسة التشوهات البصرية للنظام (طريقة بقعة الضوء).

### الحِجاب بحدقة

مختلف انواع الحِجاب

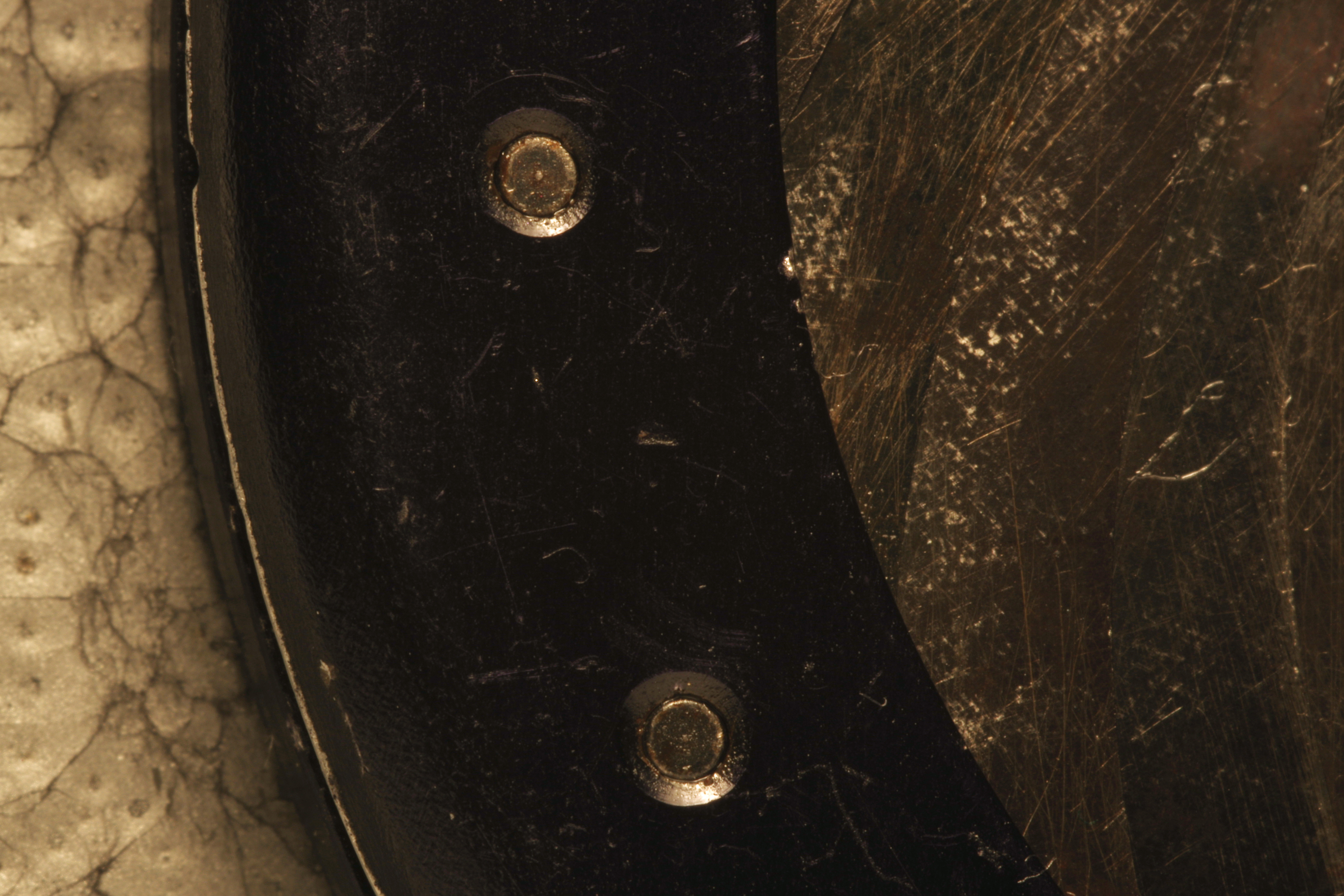
دبابيس الحِجاب بحدقة

هناك انظمة بصرية أخرى تحتاج كثير من التراص أو العديد من الفتحات المختلفة المستعملة لحِجاب بحدقة، الذي يسمح بتعديل مستمر بين الفتحة التامة والغلق الاقصى. 

يتكون الحِجاب بحدقة من جملة من الصفيحات المعدنية حيث تكون مضلع قابل للتعديل. في الفوتوغرافيا، اغلبة الحِجابات تمتلك من 5الى 9 صفيحات. فتح أو غلق الحِجاب بحدقة متحكم فيها عن طريق دبابيس مركبة على حلقة الحِجاب. هذه العملية الميكانيكية تسمح بفتح أو غلق الحِجاب فقط عن طريق عنصر التحكم الموضوع على جملة الحِجاب بحدقة. هذه الخاصية تبرّر استعماله المخصص للبصريات الفوتوغرافية وفي كل الانظمة البصرية المغلقة.

## مبدأ العمل البصري
حِجاب نظام بصري ما يمكن ان يعمل على دورين هامين:
- يحصد جزءًا من ميدان غرض ما، في هذه الحالة نتحدث عن حِجاب الميدان.
- يحصد جزء من فتحة النظام، في هذه الحالة نتحدث عن حِجاب الفتحة.

### حِجاب االميدان
يحدد حِجاب الميدان منطقة فراغ غرض ما وهي التي سوف تصوّر من طرف النظام البصري. وحسب حِجاب الميدان، يمكننا تمييز نوعين من التركيبات البصرية:
- التقاط الصورة: صورة النظام البصري أكبر من المكتشف الذي هو حِجاب الميدان للنظام.
- التقاط التدفق: صورة النظام البصري اصغر من المكتشف، المكتشف سيجمع التدفق.

### حِجاب الفتحة
الحِجاب بفتحة هو العنصر الميكانيكي الذي يفرض زاوية قصوى للاشعة الضوئية بالمقابل مع المحور الضوئي.
هذا الحِجاب يمكن ان يكون حافة عدسة، المكتشف أو الحِجاب يختار تحديد الفتحة، مثل الحِجاب بحدقة.

للحِجاب اهمية كبرى في الفوتوغرافيا: هو يسمح بتعديل الفتحة الرقمية للنظام لاستعمالها في مراقبة عمق الميدان، الاضاءة، ووخز الصورة.